# Nashville (Fernsehserie)
Nashville ist eine US-amerikanische Drama-Fernsehserie mit Connie Britton und Hayden Panettiere in den Hauptrollen. Sie wurde von 2012 bis 2017 von ABC Studios in Zusammenarbeit mit Lionsgate Television produziert. Die Ausstrahlung der ersten vier Staffeln fand auf dem US-Sender ABC statt. Ab der fünften Staffel wechselte die Serie zum Kabelsender Country Music Television.
Im Mittelpunkt der Handlung stehen eine Reihe von fiktiven Country-Sängern, das Auf und Ab ihrer Karrieren, ihr Familienleben sowie ihre privaten und geschäftlichen Beziehungen untereinander und mit anderen Akteuren aus der Unterhaltungsbranche, der örtlichen Politik und der Wirtschaft. Weiterhin werden in der Serie gesellschaftspolitische Themen wie Alkoholismus, Armut, psychische Erkrankungen wie BAS und PPD, Rassismus, Sexismus, Machtmissbrauch, Drogensucht und Homophobie aufgegriffen. Die Erstausstrahlung in den Vereinigten Staaten erfolgte am 10. Oktober 2012 auf ABC. In Deutschland wird die Serie seit Februar 2013 auf FOX gezeigt. Mit der 16-teiligen sechsten Staffel, die am 4. Januar 2018 bei CMT Premiere hatte, wurde die Serie beendet. Neben den guten Kritiken bereits für die Pilotfolge lobten die Kritiker besonders das Drehbuch von Oscarpreisträgerin Callie Khouri und die Leistungen der beiden Hauptdarstellerinnen. Sowohl Connie Britton als auch Hayden Panettiere erhielten für ihre Darbietungen Golden-Globe- und Satellite-Nominierungen.
Eine Vielzahl bekannter Fernseh- und Radiomoderatoren, Songwriter, Manager (beispielsweise der Rascal Flatts) und Musiker wie Elton John und Kelly Clarkson hatten im Serienverlauf Gastauftritte als sie selbst. Eine zentrale Rolle in der Serie spielt auch die Grand Ole Opry, seit einem knappen Jahrhundert das musikalische Zentrum der Countryhochburg Nashville. Einige Darsteller (darunter Clare Bowen, Chris Carmack, Lennon & Maisy Stella und Sam Palladio) erhielten durch den Erfolg der Serie und die Qualität der darin dargebotenen Musik auch die Gelegenheit, als eigenständige Musiker in der realen Opry-Show aufzutreten.

## Handlung

### Staffel 1

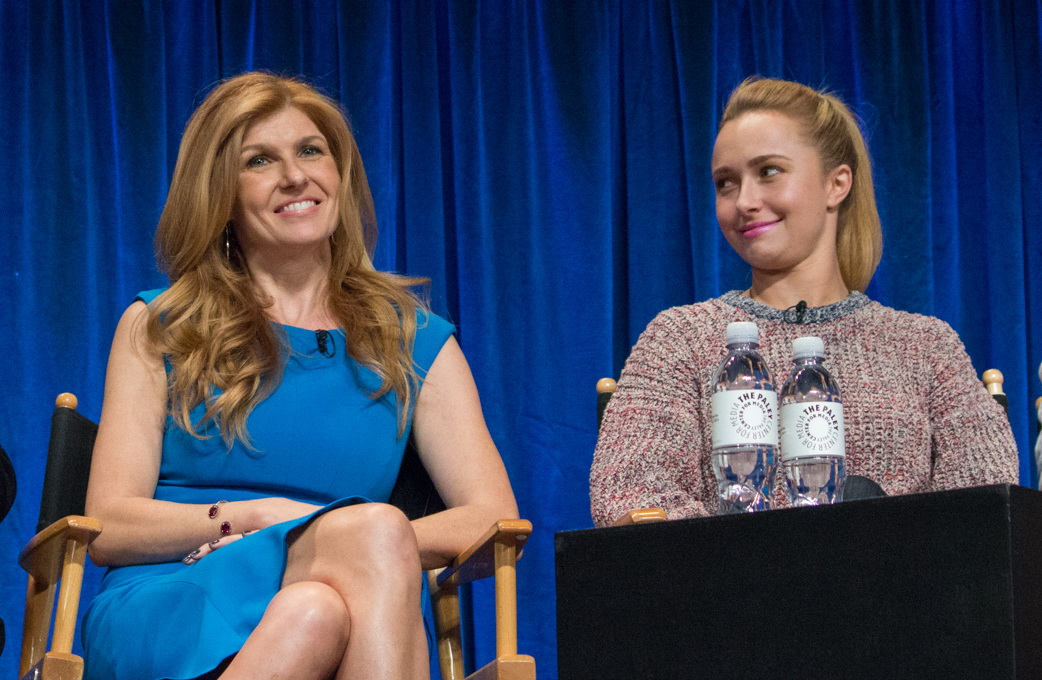
Die Hauptdarstellerinnen Connie Britton und Hayden Panettiere, 2013

Rayna Jaymes ist eine seit über 20 Jahren etablierte Country-Sängerin, jedoch verkaufte sich ihr letztes Musikalbum nicht gut, und bei ihrer Tournee hat sie nur noch wenig Publikum. Ihr Plattenlabel schlägt ihr daher vor, mit der jungen und aufstrebenden Country-Sängerin Juliette Barnes als Vorband auf Tour zu gehen, ansonsten würde ihre Tournee gestrichen und die Promotion für ihr neues Album entfallen. Auch Juliette hat kein Interesse an einer Zusammenarbeit, denn sie nimmt sich, was sie will und ist überaus erfolgreich. Sie ist das typische Teenie-Idol ohne Wiedererkennungswert, was sie aber im Laufe der 1. Staffel mit selbstgeschriebenen Texten ändern möchte. Als sie Nagellack stiehlt und herauskommt, dass sie eine alkoholkranke Mutter hat, fällt sie in der Gunst der Presse und im Ansehen der Öffentlichkeit.
Um in der Öffentlichkeit wieder besser dazustehen, zwingt ihr Management sie, eine Tournee mit Rayna zu machen, bei der sie in deren Schatten steht. Um positive Publicity zu bekommen, lässt sich Juliette auf ein von ihrem Manager arrangiertes Date mit einem American-Football-Spieler ein. Aus anfänglicher Antipathie wird Zuneigung. Nachdem er Juliette gesagt hat, dass er vor der Ehe keinen Sex möchte, heiraten die beiden spontan und heimlich. Als seine Familie dies erfährt, zwingt sie die beiden zu einer öffentlichen Hochzeit. Juliette lässt ihn aber vor dem Altar stehen und fliegt zur gemeinsamen Tour mit Rayna.
Auch bei Rayna läuft privat alles schief; ihr Ehemann Teddy, der seine politische Karriere vorangetrieben hat und nun Bürgermeister ist, hat eine Affäre und will die Scheidung. Die Klatschpresse schlachtet dies aus und schreibt auch über die Affäre von Rayna und ihrem ehemaligen Gitarristen Deacon Claybourne. Teddy äußert sich vor der Presse, dass keiner der beiden je untreu war und gibt bekannt, dass seine Freundin seine neue Finanzberaterin wird. Als Juliette versucht, Raynas Bandkollegen und ehemaligen Geliebten Deacon zu überzeugen, mit ihnen auf Tour zu gehen, geraten die beiden aneinander, und es kommt auf der Tournee zu einem Konkurrenzkampf.
Juliette, die mittlerweile mit dem seit vielen Jahren abstinenten Alkoholiker Deacon befreundet ist, gibt für ihn eine Geburtstagsparty. Dort entdeckt Rayna Deacons Nichte Scarlett und möchte sie als Solokünstlerin unter Vertrag nehmen. Zur Geburtstagsparty ist auch Juliettes Mutter eingeladen, mit der sie sich nach ihrem erfolgreichen Entzug langsam wieder annähert. Sie wird auf der Party rückfällig.  Daraufhin organisiert Juliette für ihre Mutter einen persönlichen Suchtberater, mit dem sie eine Beziehung beginnt und den sie auch zu ihrem Manager macht. Dieser hat es auf Juliettes Geld abgesehen und erpresst sie mit einem Sexvideo. Juliettes Mutter tötet ihn, um eine Veröffentlichung zu verhindern, und begeht anschließend Suizid.
Raynas älteste Tochter findet heraus, dass Deacon ihr leiblicher Vater ist und stellt ihn zur Rede. Deacon spricht daraufhin mit Rayna und betrinkt sich. Bei einem Abschiedskonzert von Juliette für ihre Mutter fährt Rayna den betrunkenen Deacon nach Hause, und es kommt zu einem Unfall.

### Staffel 2
Rayna liegt nach dem Unfall im Koma, und Deacon sitzt im Gefängnis, weil er aussagt, selbst gefahren zu sein. In einem Rückblick wird gezeigt, wie schwer es Rayna mit Deacon und seiner Alkoholkrankheit hatte und wieso sie die Vaterschaft verheimlicht hat. Rayna wacht aus dem Koma auf und muss sich mit einem neuen Plattenboss auseinandersetzen, der ihr ihre Künstler abwerben will. Deacon versinkt im Selbstmitleid; er wird zwar aus dem Gefängnis entlassen, kann seinen Arm aber nicht mehr richtig bewegen. Selbst als seine Ärztin ihm sagt, dass er nach einer Therapie wieder spielen könne, bestraft er sich selbst und lässt den Arm in Gips legen. Derweil versucht Juliette, ihr neues Album zu vermarkten.

## Besetzung und Synchronisation
Die deutsche Synchronisation entstand unter der Dialogregie von Cay-Michael Wolf und Friedel Morgenstern durch die Synchronfirma Arena Film GmbH & Co in Berlin.

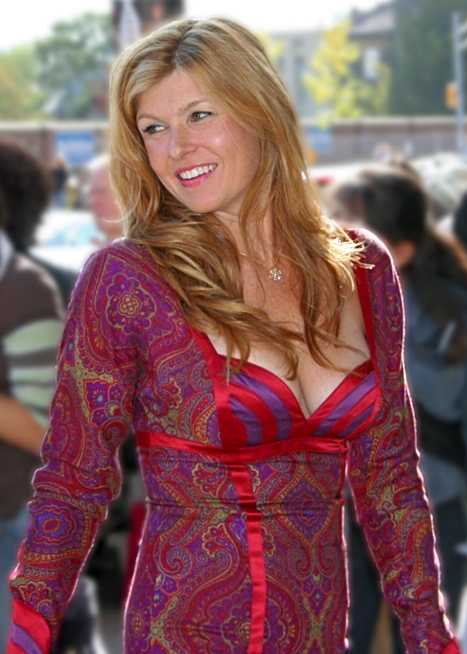
Connie Britton spielte Rayna Jaymes
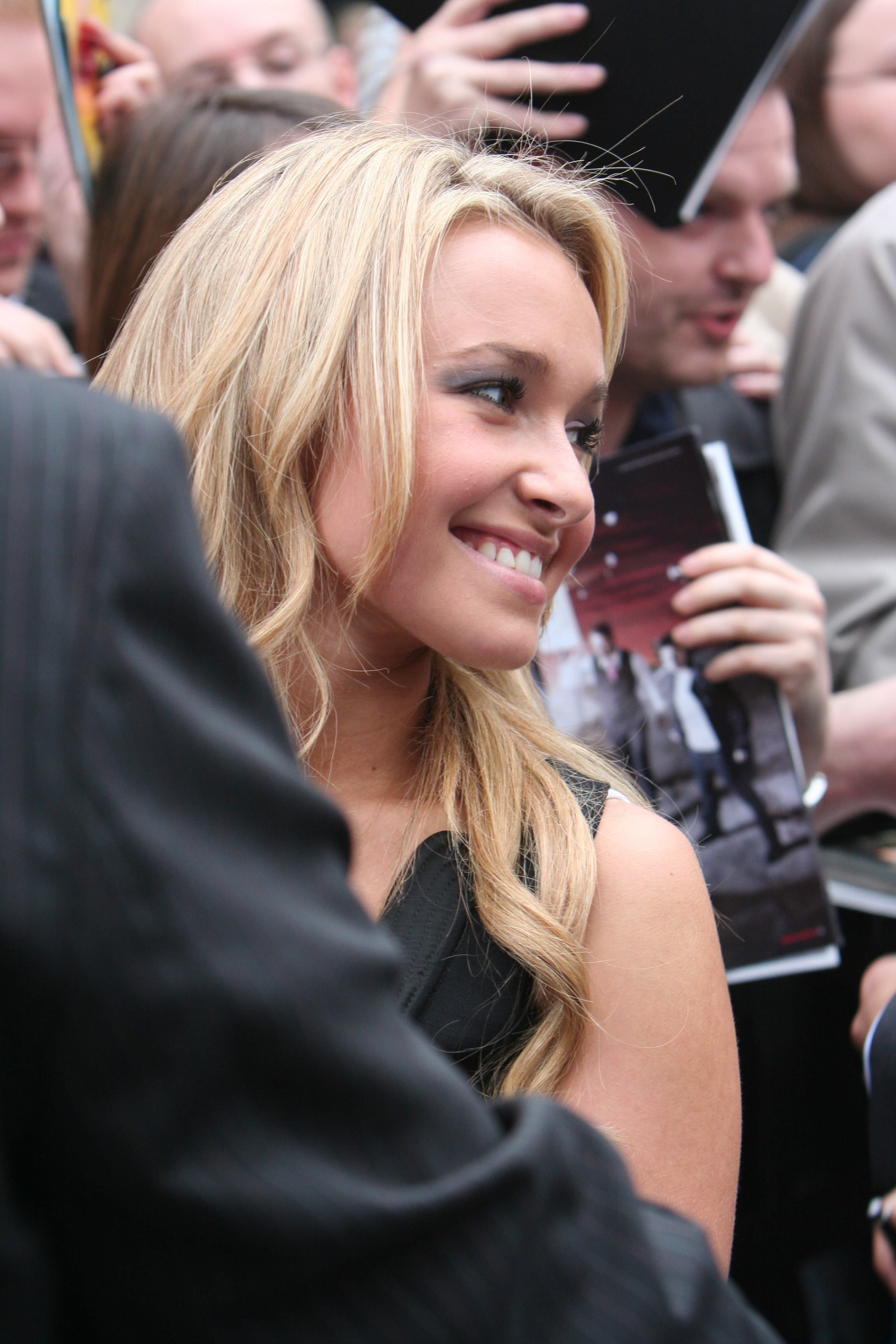
Hayden Panettiere spielte Juliette Barnes
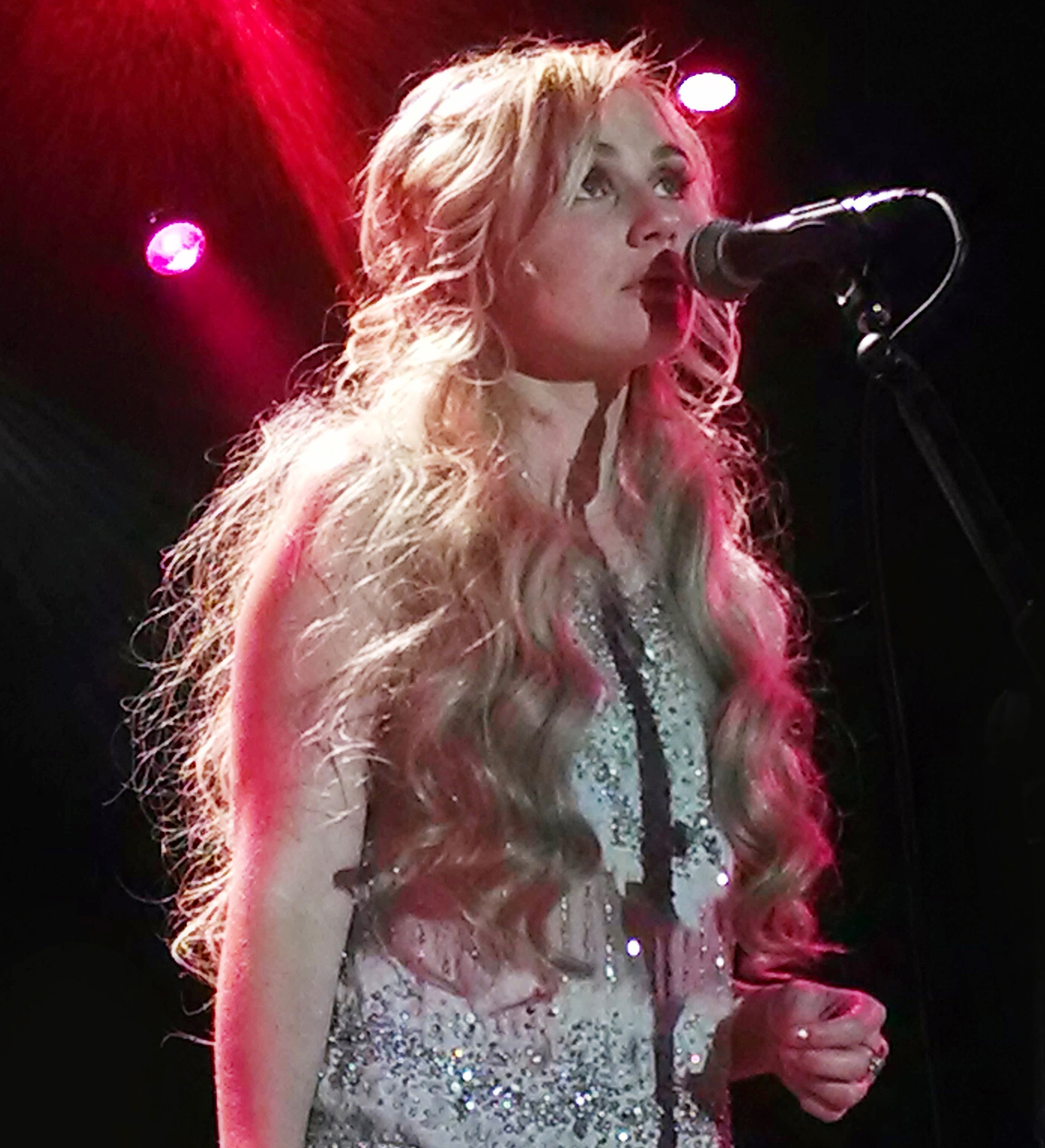
Clare Bowen spielte Scarlett O’Connor
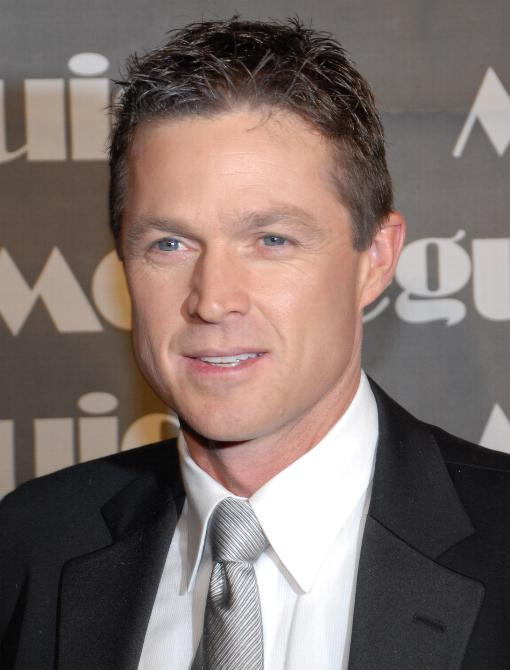
Eric Close spielte Teddy Conrad
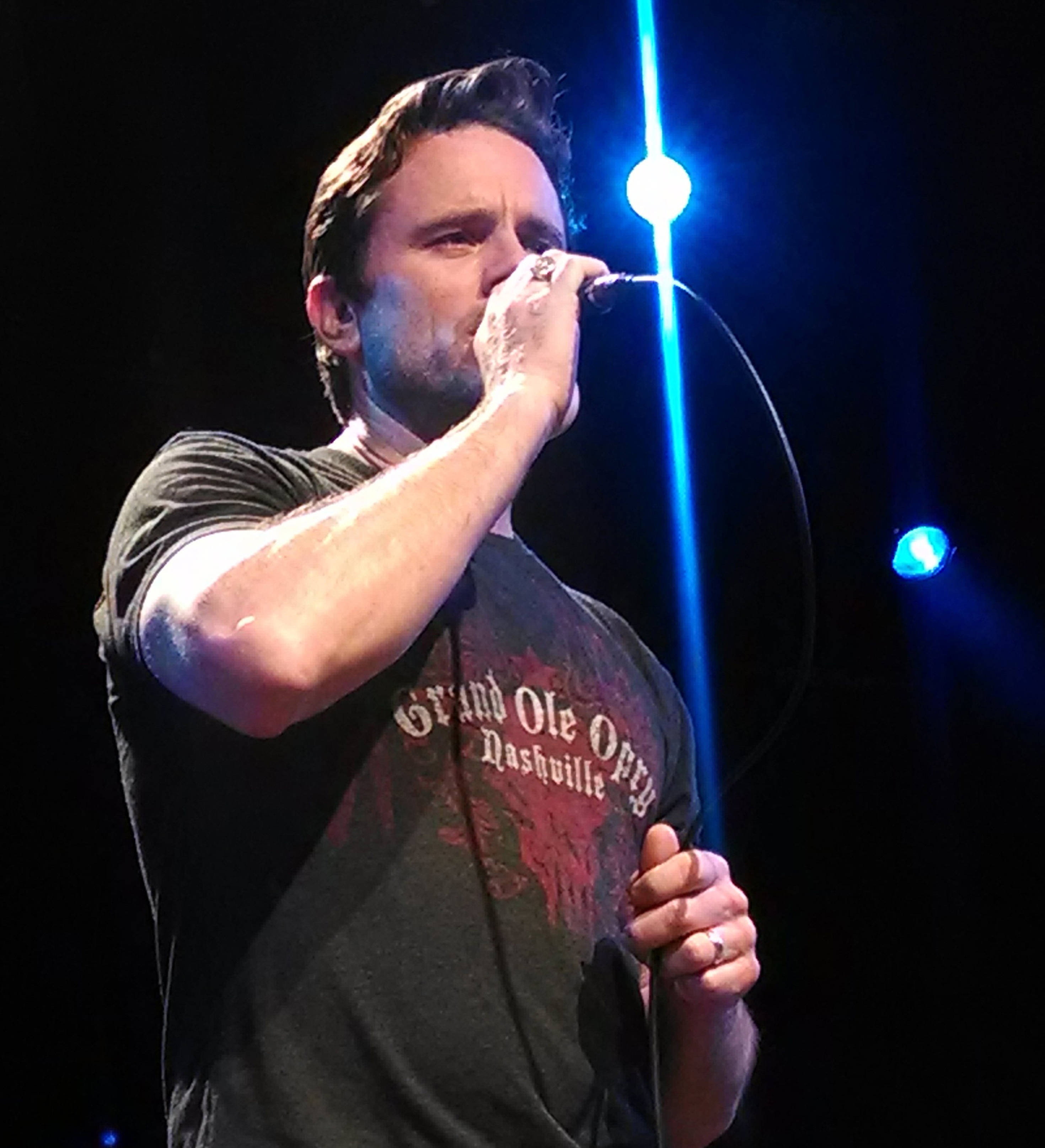
Charles Esten spielte Deacon Claybourne
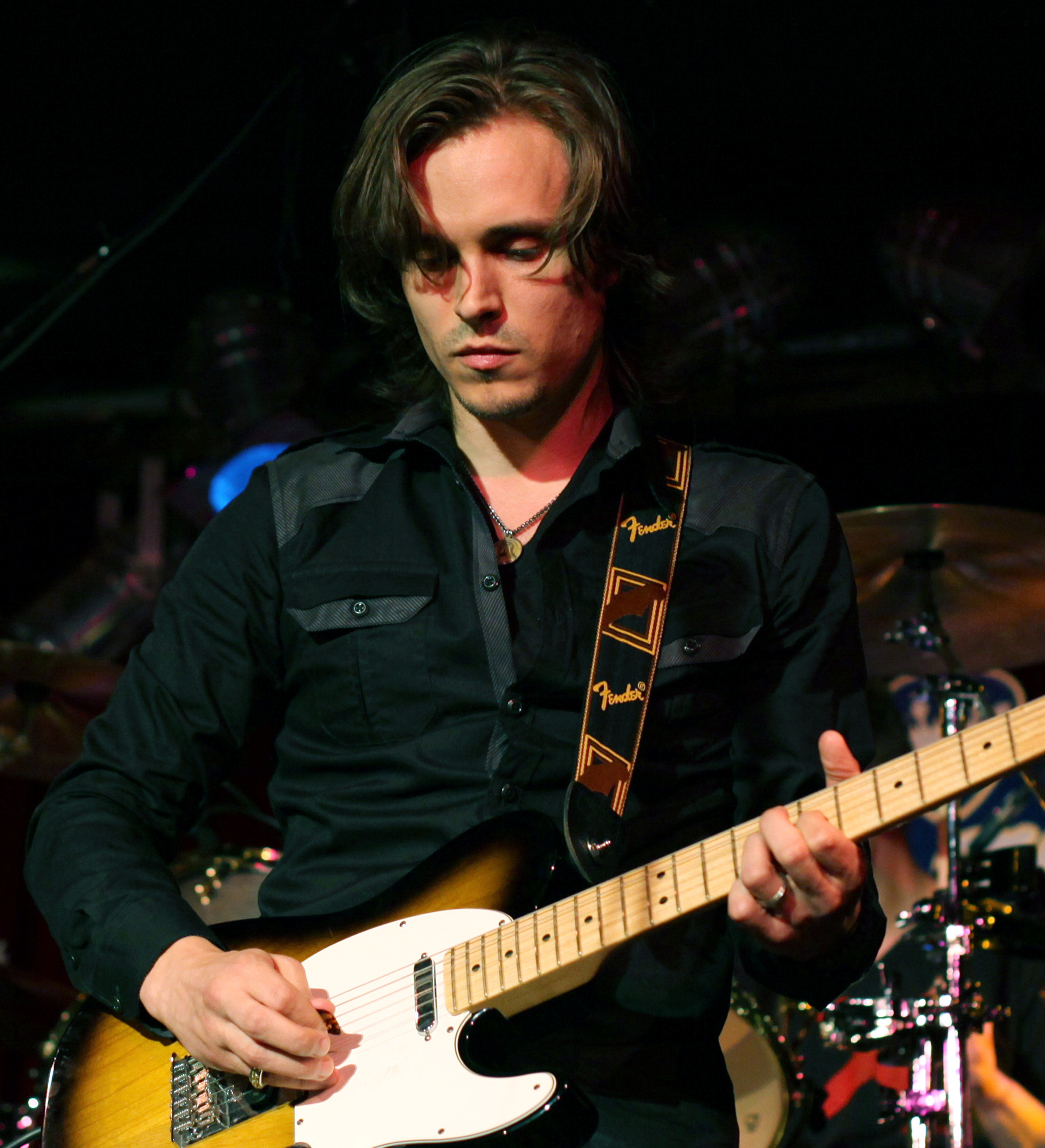
Jonathan Jackson spielte Avery Barkley
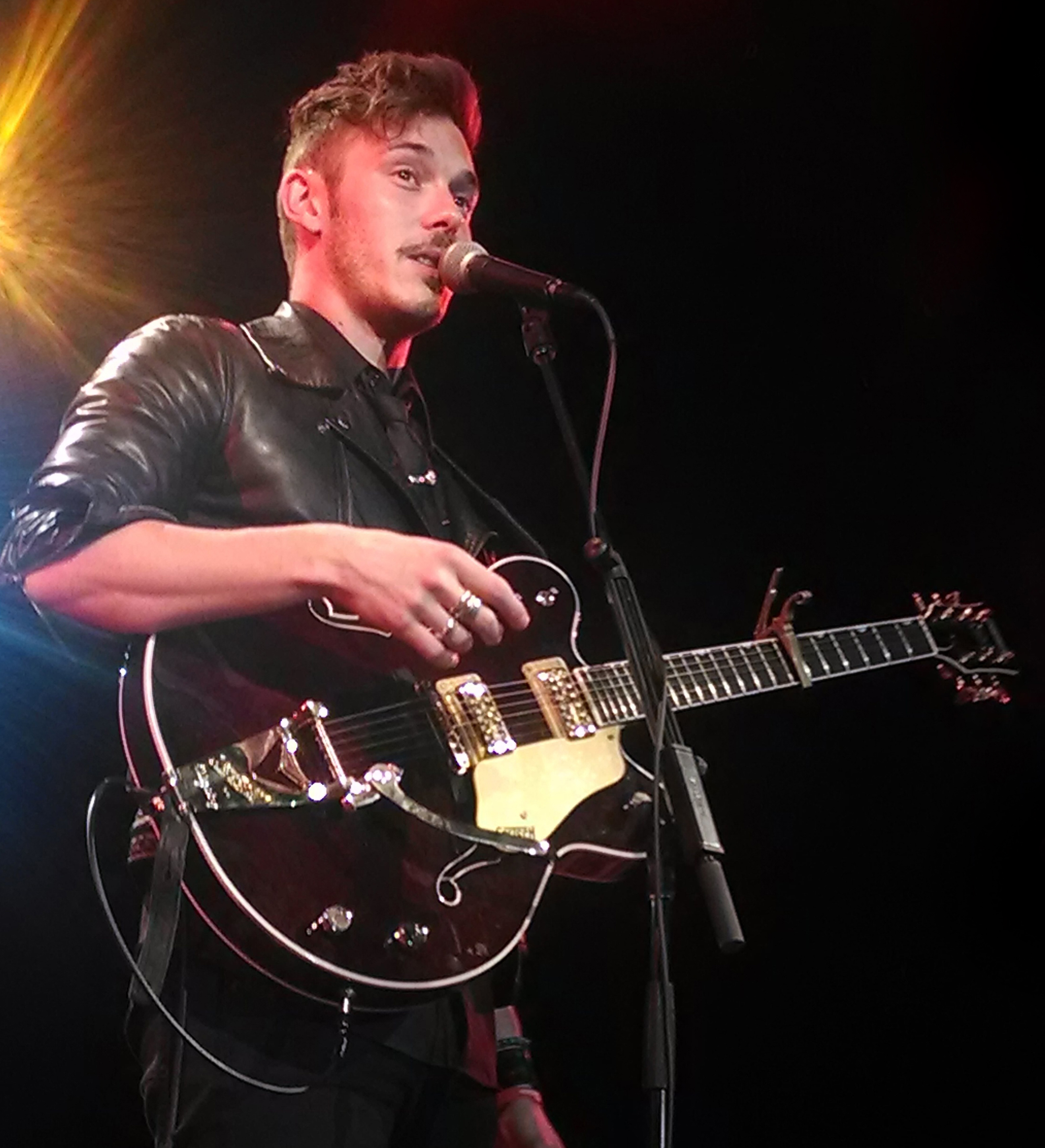
Sam Palladio spielte Gunnar Scott

| Rollenname        | Schauspieler/in   | Hauptrolle (Folge) | Nebenrolle (Folge)     | Synchronsprecher/in |
| ----------------- | ----------------- | ------------------ | ---------------------- | ------------------- |
| Rayna Jaymes      | Connie Britton    | 1.01– 5.09, 5.11   | 6.16                   | Melanie Pukaß       |
| Juliette Barnes   | Hayden Panettiere | 1.01–6.16          |                        | Tanya Kahana        |
| Scarlett O’Connor | Clare Bowen       | 1.01–6.16          |                        | Kaya Marie Möller   |
| Teddy Conrad      | Eric Close        | 1.01–3.22          | 4.03, 4.17, 5.10, 6.16 | Johannes Berenz     |
| Deacon Claybourne | Charles Esten     | 1.01–6.16          |                        | Markus Pfeiffer     |
| Avery Barkley     | Jonathan Jackson  | 1.01–6.16          |                        | Ricardo Richter     |
| Gunnar Scott      | Sam Palladio      | 1.01–6.16          |                        | Ozan Ünal           |
| Coleman Carlisle  | Robert Wisdom     | 1.01–1.21          | 2.03                   | Oliver Stritzel     |
| Lamar Wyatt       | Powers Boothe     | 1.01–1.21          | 2.01–2.14              | Reiner Schöne       |
| Maddie Conrad     | Lennon Stella     | 2.01–6.16          | 1.01–1.21              | Friedel Morgenstern |
| Daphne Conrad     | Maisy Stella      | 2.01–6.16          | 1.01–1.21              | Clara Drews         |
| Will Lexington    | Chris Carmack     | 2.01–6.16          | 1.16–1.21              | Tobias Nath         |
| Jeff Fordham      | Oliver Hudson     | 3.01–4.06          | 2.02–2.22              | Peter Flechtner     |
| Luke Wheeler      | Will Chase        | 3.01–4.21          | 2.05–2.22, 5.06        | Michael Deffert     |
| Layla Grant       | Aubrey Peeples    | 4.01–4.21          | 2.02–3.22              | Jodie Blank         |
| Ilse DeWitt       | Ilse DeLange      |                    | 6.08, 6.10, 6.13, 6.16 | Ilse DeLange        |

## Musik
Am 2. Oktober 2012 wurde bekannt, dass das Label Big Machine Records alle Cover- und Originalsongs aus der Serie veröffentlichen wird. Ebenso sind die Songs über iTunes und auf der Senderwebsite Music Lounge abruf- und kaufbar. Einige der Originalsongs werden von John Paul White, Gitarrist und Sänger von The Civil Wars, Hillary Lindsey und Elvis Costello geschrieben.
Am 11. Dezember 2012 wurde in den Vereinigten Staaten der erste Soundtrack unter dem Namen The Music of Nashville: Season 1 Volume 1 von Big Machine Records veröffentlicht. Der Soundtrack stieg in den Billboard-200-Charts auf Platz 14 ein. Anfang Mai 2013 folgte mit The Music of Nashville: Season 1 Volume 2 der zweite Soundtrack zur Serie.
Die folgende Tabelle enthält sämtliche Songs, die im Verlauf der ersten Staffel gespielt wurden:
| Titel                                                | Songwriter                                         | Interpret                                       | Episode                      | Single |
| ---------------------------------------------------- | -------------------------------------------------- | ----------------------------------------------- | ---------------------------- | ------ |
| Back Home                                            | Kyle Jacobs, Lee Brice & Joy Williams              | Deacon Claybourne                               | Von Sternen und Sternchen    | ja     |
| It’s My Life                                         | Bob Dipiero & Sarah Buxton                         | Rayna Jaymes                                    | Von Sternen und Sternchen    | nein   |
| Boys and Buses                                       | Shane McAnally, Brandy Clark & Josh Osborne        | Juliette Barnes                                 | Von Sternen und Sternchen    | nein   |
| If I Didn't Know Better                              | John Paul White & Arum Rae                         | Scarlett O’Connor & Gunnar Scott                | Von Sternen und Sternchen    | ja     |
| Already Gone                                         | Kyle Jacobs, Ben Glover & Joy Williams             | Rayna Jaymes                                    | Von Sternen und Sternchen    | nein   |
| Love Like Mine                                       | Kelly Archer, Justin Weaver & Emily Shackelton     | Juliette Barnes                                 | Von Sternen und Sternchen    | ja     |
| I’ll Be There (If You Want Me)                       | Ray Price & Rusty Gabbard                          | Gunnar Scott                                    | Evergreen                    | ja     |
| No One Will Ever Love You                            | Steve McEwan & John Paul White                     | Rayna Jaymes & Deacon Claybourne                | Evergreen                    | ja     |
| Undermine                                            | Trent Dabbs & Kacey Musgraves                      | Juliette Barnes & Deacon Claybourne             | Evergreen                    | ja     |
| Matchbox Blues                                       | Blind Lemon Jefferson                              | Deacon Claybourne                               | Evergreen                    | nein   |
| Twist of Barbwire                                    | Elvis Costello                                     | Avery Barkley                                   | Evergreen                    | ja     |
| Telescope                                            | Hillary Lindsey & Cary Barlowe                     | Juliette Barnes                                 | Evergreen                    | ja     |
| Fade Into You                                        | Trevor Rosen, Shane McAnally & Matt Jenkins        | Scarlett O’Connor & Gunnar Scott                | Sein und Schein              | ja     |
| I Will Fall                                          | Tyler James & Kate York                            | Scarlett O’Connor & Gunnar Scott                | Sein und Schein              | nein   |
| Changing Ground                                      | Gillian Welch                                      | Rayna James                                     | Sein und Schein              | nein   |
| American Beauty                                      |                                                    | Rayna Jaymes                                    | Anfang und Ende              | nein   |
| Sideshow                                             | Arron Scherz & Brad Tursi                          | Deacon Claybourne                               | Anfang und Ende              | nein   |
| Buried Under                                         | Chris DeStefano & Natalie Hemby                    | Rayna James                                     | Anfang und Ende              | ja     |
| Yellin’ from the Rooftop                             | Busbee & Sarah Buxton                              | Juliette Barnes                                 | Anfang und Ende              | ja     |
| Loving You is the Only Way to Fly                    | Jedd Hughes, Sarah Buxton & Rodney Crowell         | Scarlett O’Connor, Gunnar Scott & Avery Barkley | Anfang und Ende              | ja     |
| Kiss                                                 | Sean McConnell                                     | Avery Barkley                                   | Im Wandel                    | ja     |
| Love Like Mine                                       | Kelly Archer, Justin Weaver & Emily Shackelton     | Juliette Barnes & Sean Butler                   | Im Wandel                    | nein   |
| Wrong Song                                           | Sonya Isaacs, Jimmy Yeary and Marv Green           | Rayna Jaymes & Juliette Barnes                  | Bühne frei                   | nein   |
| Papa Writes to Johnny                                | Gillian Welch                                      | Deacon Claybourne                               | Bühne frei                   | ja     |
| Love’s Ring of Fire                                  | June Carter & Merle Kilgore                        | Scarlett O’Connor                               | Bühne frei                   | nein   |
| Peace in the Valley                                  | Gillian Welch                                      | Avery Barkley                                   | Verschlungene Wege           | ja     |
| When The Right One Comes Along                       | Justin Davis, Georgia Middleman & Sarah Zimmerman  | Gunnar Scott & Scarlett O’Connor                | Verschlungene Wege           | nein   |
| For Your Glory                                       | Kate York, Leeland Mooring & Jack Mooring          | Juliette Barnes                                 | Verschlungene Wege           | ja     |
| When The Right One Comes Along                       | Justin Davis, Georgia Middleman & Sarah Zimmerman  | Gunnar Scott                                    | Verschlungene Wege           | ja     |
| Change Your Mind                                     | Hillary Lindsey                                    | Scarlett O’Connor & Gunnar Scott                | Liebesgeflüster              | ja     |
| Twist of Barbwire                                    | Elvis Costello                                     | Scarlett O’Connor                               | Liebesgeflüster              | ja     |
| I’m a Lonesome Fugitive                              | Liz Anderson & Casey Anderson                      | Gunnar Scott & Jason Scott                      | Einsame Spitze               | nein   |
| One Works Better                                     | Tofer Brown, Rosi Golan, Natalie Hemby & Kate York | Scarlett O’Connor & Gunnar Scott                | Gewinner und Verlierer       | ja     |
| Keep Asking Why                                      | Erin McCarley & Kate York                          | Avery Barkley                                   | Gewinner und Verlierer       | ja     |
| I’m A Girl                                           | Mallary Hope, Shane Stevens & Matthew West         | Juliette Barnes                                 | Schatten der Liebe           | ja     |
| Consider Me                                          | Ashley Monroe & Brendan Benson                     | Juliette Barnes                                 | Schatten der Liebe           | ja     |
| Casino                                               | Morgane Hayes & Natalie Hemby                      | Scarlett O’Connor & Gunnar Scott                | Kein Blick zurück            | ja     |
| We Are Water                                         | Patty Griffin                                      | Juliette Barnes                                 | Bruderliebe                  | ja     |
| Stronger Than Me                                     | Sarah Buxton & Kate York                           | Rayna Jaymes                                    | Bruderliebe                  | ja     |
| Love Like Mine                                       | Kelly Archer, Justin Weaver & Emily Shackelton     | Deacon Claybourne                               | Gebrochene Herzen            | nein   |
| Keep Asking Why (Atlanta Mix)                        |                                                    | Avery Barkley                                   | Gebrochene Herzen            | nein   |
| Hypnotizing                                          | Cary Barlowe, Steve Robson & Caitlyn Smith         | Juliette Barnes                                 | Gebrochene Herzen            | ja     |
| Looking For A Place To Shine                         | Natalie Hemby & Angela Lauer                       | Scarlett O’Connor                               | Gebrochene Herzen            | ja     |
| Let There Be Lonely                                  | Laura Rogers, Lydia Rogers & Gordie Sampson        | Avery Barkley                                   | Gebrochene Herzen            | ja     |
| Stompin’ Grounds                                     |                                                    | Rayna Jaymes                                    | Licht und Schatten           | nein   |
| Tough All Over                                       | Otis Blackmon & Jim Lauderdale                     | Gunnar Scott & Will                             | Licht und Schatten           | ja     |
| Ho Hey                                               | Jeremy Fraites & Wesley Schultz                    | Maddie and Daphne Conrad                        | Licht und Schatten           | ja     |
| You Ain’t Dolly (And You Ain’t Porter)               | Vince Gill & Ashley Monroe                         | Scarlett O’Connor & Will                        | Herzblut                     | nein   |
| Hangin’ On A Lie                                     | William Justin Davis & Sarah Zimmermann            | Juliette Barnes                                 | Herzblut                     | ja     |
| Shine                                                | Trent Dabbs & Ashley Monroe                        | Gunnar Scott                                    | Herzblut                     | ja     |
| Gun For a Mouth                                      | David Poe                                          | Gunnar Scott                                    | Falsche Freunde              | nein   |
| Postcard from Mexico                                 | John Hadley & David Olney                          | Rayna Jaymes & LiamLiam McGuinnis               | Falsche Freunde              | ja     |
| Used                                                 | Ross Copperman & Heather Morgan                    | Juliette Barnes                                 | Ein Leben ohne Liebe         | ja     |
| The End of the Day                                   | Sarah Siskind & Madi Diaz                          | Deacon Claybourne & Rayna Jaymes                | Ein Leben ohne Liebe         | ja     |
| A Showman’s Life                                     | Jesse Winchester                                   | Will Lexington                                  | Die Schattenseite des Lebens | ja     |
| If Momma Coulda Seen Me                              | Steve Earle                                        | Gunnar Scott                                    | Die Schattenseite des Lebens | ja     |
| Nothing in This World Will Ever Break My Heart Again | Sarah Buxton & Kate York                           | Juliette Barnes                                 | Die Schattenseite des Lebens | ja     |
| Bitter Memory                                        | Lucinda Williams                                   | Rayna Jaymes                                    | Kein Entkommen               | ja     |
| Moon is High                                         | Elvis Costello                                     | Avery Barkley & Scarlett O’Connor               | Kein Entkommen               | ja     |

## Produktion und Ausstrahlung
Vereinigte Staaten
Im Oktober 2011 sicherte sich ABC Callie Khouris Drehbuch zur Serie und gab im Januar 2012 die Produktion einer Pilotfolge bekannt. Nach der Sichtung der Pilotfolge gab der Sender im Mai 2012 grünes Licht und orderte zunächst 13 Episoden für die erste Staffel. Die Premiere erfolgte am 10. Oktober 2012 im Anschluss an den ABC-Comedyblock. Die Pilotfolge wurde von fast neun Millionen Zuschauer gesehen, woraus ein Zielgruppen-Rating von 2,8 resultierte. In den nächsten Wochen verlor Nashville jedoch einige Zuschauer, sodass sie bei der vierten Episode schließlich noch 5,7 Millionen Zuschauer und ein Rating von 1,8 erreichte. Trotz dieses Quotenrückgangs gab ABC Mitte November die Produktion von neun weiteren Episoden, der sogenannten Back-nine-order, bekannt. Im April 2013 wurde bekannt, dass es den Produzenten nicht gelungen ist, rechtzeitig alle 22 Episoden zu produzieren. Die erste Staffel wird aus diesem Grund auf 21 Episoden verkürzt. Das erste Staffelfinale wurde am 22. Mai 2013 ausgestrahlt. Im Durchschnitt erreichte die erste Staffel 5,94 Millionen Zuschauer und ein Zielgruppen-Rating von 1,9 Prozent.
Im Mai 2013 verlängerte ABC die Serie um eine zweite Staffel, deren Premiere am 25. September 2013 war. Das Staffelfinale der zweiten Staffel wurde am 14. Mai 2014 ausgestrahlt. Die 22 Episoden der zweiten Staffel erreichten durchschnittlich 5,34 Millionen Zuschauer und ein Zielgruppen-Rating von 1,5 Prozent. Gegenüber der ersten Staffel belaufen sich die Verluste auf 10,2 Prozent bei der Gesamtzuschauerzahl und auf 21,2 Prozent beim Zielgruppen-Rating. Im Mai 2014 wurde die Produktion einer dritten Staffel bekanntgegeben. Die Ausstrahlung begann bei ABC am 24. September 2014.
Die vierte Staffel wurde in den USA ab dem 23. September 2015 ausgestrahlt. Im Mai 2016 gab ABC die Einstellung der Serie bekannt. Einen Monat später wurde bekannt, dass die Serie für die fünfte Staffel zum Kabelsender CMT wechseln wird. Am 10. April 2017 gab CMT die Verlängerung der Serie um eine sechste Staffel bekannt, mit der die Serie beendet wurde.
Deutschland
In Deutschland strahlte der Bezahlfernsehsender FOX die erste Staffel vom 26. Februar bis zum 16. Juli 2013 aus. Die zweite Staffel zeigte der Sender vom 29. April bis zum 8. Juli 2014, die dritte seit dem 7. Juli 2015. Die ersten beiden Staffeln sind zwischenzeitlich im Video-on-Demand-Angebot des Streaminganbieters Netflix mitenthalten. Im iTunes Music Store von Apple kann die komplette Serie kostenpflichtig heruntergeladen werden. Als DVD-Box erhältlich ist in Deutschland bislang lediglich die erste Staffel. Bei Amazon kann man inzwischen die 1. – 6. Staffel in Deutsch streamen.

## Rezeption

### Kritik
Bei Metacritic hat die Serie ein Metascore von 84/100 basierend auf 32 Rezensionen. Die Pilotfolge erhielt viele positive Kritiken, wobei besonders das Drehbuch von Callie Khouri, das Casting sowie die Darstellung von Connie Britton und Hayden Panettiere hervorgehoben wurde. Linda Stasi von der New York Post beschrieb die Serie mit „Country trifft Alles über Eva“ und führt weiter aus, dass Nashville „zweifelslos das beste Drehbuch aller neuen Herbstserien“ besitzt.

„Die Serie Nashville legt stark vor mit der Pilotepisode. Zwei starke Frauen, die sich von niemandem etwas sagen lassen, im knallharten Showbusiness. Doch es geht um mehr als das. Es geht um Macht, Betrug, Verrat und Liebe. Die Figuren sind einfühlsam geschrieben und eindringlich gespielt. Sich in diese Welt einzuleben, dürfte dem geneigten Zuschauer nicht schwer fallen.“

„Für Country-Fans ein Muss, aber selbst wer kein ausgemachter Fan von Country Music ist, wird an der Serie seine Freude haben, denn gute Schauspieler und gute Drehbücher sorgen für eine gute Unterhaltung“

### Auszeichnungen und Nominierungen
Im Juni 2012 wurde die Serie bei den Critics’ Choice Television Awards von Journalisten, die die Pilotfolgen der Season 2012–2013 gesehen haben, neben vier anderen neuen Serien in der Kategorie Vielversprechendste neue Serie geehrt. Ende 2012 wurde die Serie in vier Kategorien (Beste Fernsehserie – Drama, Beste Darstellerin in einer Serie – Drama für Connie Britton und Hayden Panettiere und Bester Nebendarsteller für Powers Boothe) der Satellite Awards nominiert, konnte aber in keiner Kategorie gewinnen. Eine weitere Nominierung folgte bei den People’s Choice Awards in der Kategorie Favorite New TV Drama, wo man gegen Beauty and the Beast verlor.
Bei den Golden Globe Awards 2013 wurden Britton und Panettiere in den Kategorien Beste Serien-Hauptdarstellerin – Drama und Beste Nebendarstellerin – Serie, Mini-Serie oder TV-Film nominiert.